# Katherine Tingley

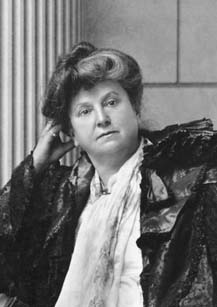
Katherine Tingley

Katherine Tingley (Newbury, Massachusetts, 6 juli 1847 – Visingsö, 11 juli 1929) was een Amerikaanse organisator, opvoeder, redenaar, weldoener van gevangenen en de vergeten armen, alsook theosoof.

## Eerste jaren
Katherine Tingley, geboren Catharine Augusta Westcott, volgde onderwijs in Newburyport en kreeg onderricht door privé-leraren. Ze studeerde ook piano, zang en harp.
Toen ze vier of vijf jaar was vertelde ze haar familie dat ze de bomen hoorde zingen. Dit bracht haar vader menigmaal in verwarring. Net als voor zo vele andere mensen, was ook voor haar vader de macht van dogmatisme en conventies heel sterk. Tingley voelde zich onbegrepen en leidde tijdens haar gehele jeugd een erg geïsoleerd leven. Alleen haar grootvader bleef inspirerend gezelschap.
De vader van Tingley was kapitein van een regiment en in 1861 verhuisde het gezin naar Virginia. Tingley kwam in aanraking met de oorlog. Na de Zevendaagse Veldslag zag Tingley hoe soldaten hun legerkamp, vlak bij hun huis gelegen, trachtten te bereiken. Ze kon het niet langer aanzien. Samen met haar moeder trok ze naar het kamp om voedsel te brengen en de soldaten te verzorgen. Tingley’s vader was stomverbaasd. Hij vreesde echter dat zijn dochter, door haar impulsieve en meededogende aard, in grote moeilijkheden zou kunnen geraken. Zeer tot ongenoegen van de grootvader werd Tingley ingeschreven in het Villa Marie klooster in Montreal.

## Tingley en Theosofie
Nadat ze het klooster had verlaten, volgden twee onsuccesvolle huwelijken. Tingley woonde in New York en de benarde situatie van de gevangenen en de armzalige omstandigheden in de East Side aldaar drukten zwaar op haar. Ze vormde, in 1887, de Ladies Society of Mercy om gevangenissen en ziekenhuizen te bezoeken. In 1888 huwde ze Philo B. Tingley, uitvinder en bediende op een stoomschip. Ze startte de ene liefdadigheid na de andere voor allen die het moeilijk hadden om een menswaardig leven te leiden.
In 1893 begon ze met een hulpverleningsdienst in een van de ergste krottenwijken. Aan de meest noodlijdenden werd warme soep en brood verdeeld. William Quan Judge, vicepresident van de Theosophical Society en hoofd van de Amerikaanse Afdeling, had Tingley enige dagen gadegeslagen. Hij verzocht haar om een gesprek. Tingley ontmoette Judge en die ontmoeting werd een keerpunt voor haar en voor Judge. Eveneens voor de Theosophical Society, een filosofie en organisatie waar ze naar had verlangd. Op 13 oktober 1894 werd Tingley lid van de Society. Enkele weken later werd ze ook aanvaard in de Esoterische Sectie. Tingley werkte nauw samen met Judge. Tijdens de conventie van 28 april 1895 werd, bijna unaniem, de volledige autonomie voor de Amerikaanse Afdeling uitgeroepen. De splitsing van de Theosophical society, gesticht op 17 november 1875 door Helena Petrovna Blavatsky, kolonel Henry Steel Olcott, Judge en anderen, was een feit. Van toen af werd dit de Theosophical Society Pasadena. Judge werd verkozen als President voor het leven. Hij stierf op 21 maart 1896.

## Tingley als president
Na de dood van Judge werd Tingley als zijn opvolger erkend. In haar nieuwe functie voelde ze de noodzaak om een nieuwe gedachtestroom op gang te brengen. Dat hield in: nieuw leven blazen in de broederschap en afschaffing van oorlog door wil en energie op wereldvrede en vreedzame oplossingen te richten.
Op de conventie in april 1896 werd het plan tot oprichting van een School for the Revival of the Lost Mysteries of Antiquity (SRLMA) (school voor het doen herleven van de verloren mysteriën van de oudheid) aangekondigd. Tevens legde Tingley een verklaring af van broederlijke goodwill. Ze vroeg aan de leden om steeds een vriendelijk gevoel tegenover alle  theosofen, in de hele wereld, te koesteren. Enkele maanden later, op 7 juni, begon Tingley aan een tien maanden durende theosofische wereldtournee. Doel was het bezoeken van theosofische centra, het oprichten van nieuwe afdelingen en het organiseren van broederschapmaaltijden voor de armen. Op 12 juni 1896 werd een openbare bijeenkomst gehouden in Madison Square Garden in New York. De dag daarop vertrok Tingley naar Engeland. Na een bezoek aan het theosofisch hoofdkwartier in Londen, ging ze naar Liverpool. Na de openbare samenkomst werd in de sloppenwijken een broederschapmaaltijd  opgediend voor meer dan 300 van ‘de armsten der armen’. In alle grote steden van Groot-Brittannië werden openbare bijeenkomsten gehouden. Waar voldoende geld werd gevonden, konden de armsten genieten van een broederschapmaaltijd.
Na Engeland werden ook de Europese steden bezocht. Tinley verbleef langere tijd in Athene. Daar werd voor honderden Armeense vluchtelingen voedsel ingezameld en verdeeld. Na een verblijf in Egypte vertrok ze naar India waar een hulpprogramma tegen hongersnood op gang werd gebracht. Ze bezocht ook Australië, Nieuw-Zeeland en Samoa.
Op 13 februari 1897 arriveerde Tingley in Californië. Tijdens een ceremonie in Point Loma had ze de leiding bij het leggen van de hoeksteen voor de School for the Revival of the Lost Mysteries of Antiquity. Ze uitte de wens dat de school een internationaal centrum zou hebben.
Op 29 april 1897 richtte ze in New York de International Brotherhood League op. Deze vereniging zou haar liefdadige activiteiten bundelen en uitbreiden. In januari 1898 richtte ze de Universal Brotherhood organisatie op. Op 18 februari van datzelfde jaar werd de Theosophical Society in America (TSA) een wezenlijk deel van deze nieuwe organisatie. Tingley werd erkend als leider en officieel hoofd van alle afdelingen.
Toen in Europa de angst groeide voor een dreigende oorlog organiseerde Tingley in 1899 drie Universal Brotherhood congressen. Deze vonden op 13 april in Point Loma plaats, op 13 september in Stockholm (Zweden) en op 6 oktober in Brighton (Engeland). Het congres in Stockholm omvatte onder andere een receptie die werd bijgewoond door koning Oscar II.
Het internationale hoofdkwartier van de Society werd begin 1900 van New York overgebracht naar Point Loma, Californië. Enkele maanden later richtte Tingley de Raja-Yoga-School op. De school was een afdeling van de School of Antiquity. Het onderwijs in de Raja-Yoga-School week sterk af van de gangbare onderwijsmethode. Er werd rekening gehouden met evenwichtige ontwikkeling, zowel fysiek als, mentaal, moreel en spiritueel. Ook muziek, toneel en schone kunsten waren een vast onderdeel van het lesprogramma. Alle leerlingen, vanaf drie jaar, leerden een instrument te bespelen, zongen mee in het koor, kregen les in schilderen en tekenen en namen deel aan theaterwerk.
Tingley bekommerde zich, sinds ze een klein meisje was, om alle mensen. Ze kon zich bijzonder goed inleven in de situatie van de allerzwaksten. Haar liefdadigheid, zowel persoonlijk als grootschalig, zette ze tot aan haar dood voort. Ze had internaten en dagscholen in Point Loma, San Diego, San Francisco, Cuba, Zweden en Engeland. Het onderwijs werd daar in rekening gebracht, maar als de omstandigheden het rechtvaardigden, werden kinderen zonder betaling toegelaten. Alleen al in Point Loma kregen honderden kinderen gratis onderwijs. Jongens en meisjes die door de Spaans-Amerikaanse oorlog wezen waren geworden werden daarheen gebracht en aldaar gratis opgevoed. Dit gebeurde ook in Cuba, in de plaatsen Santiago de Cuba, Pinar del Río en Santa Clara. De Raja-Yoga-Academies die daar waren opgericht, werden door theosofische vrijwilligers beheerd.
Theosofische literatuur was een andere activiteit. De Press publiceerde een groot aantal boeken, tijdschriften en pamfleten. Voor de kwaliteit van het vakwerk ontvingen de uitgeverij, de boekbinderijj, foto- en graveerafdelingen een prijs. Dit gebeurde in 1914 op een boeken- en grafische beurs in Leipzig, Duitsland.
Tingley kende opvoedkundige en filantropische successen. Ook toonde ze een consequente houding voor wereldvrede. Zowel voor, tijdens als na de Eerste Wereldoorlog was geen inspanning te veel. Ze stond achter de vredesconferenties in Den Haag en de conventies van genootschappen. Toch vond ze dat onze maatschappij, onze gewoonten, psychologie en moreel verwrongen en uit balans was. Op 3 maart 1913 richtte ze het Parlement van Vrede en Universele Broederschap op. Ze kondigde  aan dat er tijdens de midzomerweek een internationaal theosofisch vredescongres zou gehouden worden. Het doel was om in een brede kring de ideeën van broederschap, vrede, vriendschap en respect voor alle nationaliteiten te verspreiden. De plaatselijke geestelijkheid zorgde voor tegenwerking. Toch ging het congres door op het eiland Visingsö in het Vättermeer in Zweden. Tussen 22 juni en 29 juni bezochten ongeveer 2000 theosofen en geïnteresseerden het congres.
De Eerste Wereldoorlog brak uit op 4 augustus 1914. Tingley was geschokt en schreef meteen een brief aan de Duitse leden en ook naar alle andere landen waar theosofische centra waren. Ze drong erop aan om, in dit cruciale moment, internationaal van geest te zijn. Als President van Vrede en Universele Broederschap, riep ze op 26 augustus op tot een Heilige Vredesdag. Deze zou gehouden worden in San Diego. Ze verzond een verzoek aan President Woodrow Wilson om een dag vast te leggen waarop vertegenwoordigers van alle religies en van elk ras elkaar konden ontmoeten. Ze verzocht ook een boodschap van sympathie en aanmoediging te sturen aan de lijdende moeders, echtgenotes en kinderen in Europa. Ze deed een beroep op verschillende burgemeesters en gouverneurs. Op 28 september leidde het US Marine Corps van Camp Pendleton een vredesparade van kinderen, studenten en ledenbewoners van Point Loma.
Na de oorlog zette Tingley haar opvoedkundig en filantropisch werk verder. Ze reisde door Amerika en Europa en gaf overal lezingen. Ze trok ten strijde tegen oorlog, de slechte behandeling van gevangenen, armoede en dogmatisme. Opvoeding was voor haar de sleutel.
Tijdens een lezingentournee door Europa overleed Tingley in Zweden aan de gevolgen van een auto-ongeluk. De visie van haar levenswerk was: Met elkaar in harmonie leven, in hart en in denken. De oorzaken van alle ellende zouden enorm verminderen indien broederschap en vrede een algemene regel zouden zijn.
Haar opvolger bij de Theosophical Society in America werd Dr. de Purucker, die op 1 maart 1932 werd opgevolg door Colonel Arthur L. Conger, die jarenlang als secretaris de rechternamd van Tingley was geweest.